# Porte de Tourgaï
La Porte de Tourgaï est un seuil et du Kazakhstan constituant la partie la moins élevée en altitude des hauteurs de Tourgaï. Anciennement empruntée par l'émissaire du lac glaciaire de la Sibérie occidentale au temps de la dernière glaciation, elle met en communication le bassin du Ienisseï au nord et celui de la mer d'Aral au sud.